# NGC 7671
NGC 7671 ist eine Linsenförmige Galaxie vom Hubble-Typ So im Sternbild Pegasus am Nordsternhimmel. Sie ist schätzungsweise 191 Millionen Lichtjahre von der Milchstraße entfernt und hat einen Durchmesser von etwa 75.000 Lichtjahren. Möglicherweise bildet er mit NGC 7672 ein gravitativ gebundenes Galaxienpaar.
Das Objekt wurde am 20. Oktober 1784 von Wilhelm Herschel entdeckt.